# Pseudione affinis
Pseudione affinis es una especie de crustáceo isópodo marino de la familia Bopyridae.

## Distribución geográfica
Se distribuye por el Atlántico oriental, el Índico y el Pacífico occidental. De adulto es parásito de crustáceos decápodos del género Plesionika.